# Javi Castellano
Javier Castellano Betancor, detto Javi (Las Palmas de Gran Canaria, 2 novembre 1987), è un calciatore spagnolo, centrocampista del Panachaïkī.
Ha un fratello gemello, Dani, anch'egli calciatore.

## Caratteristiche tecniche
È un mediano.